# Diary
Diary är Sunny Day Real Estates debutalbum, utgivet 1994.

## Låtlista
1. "Seven" – 4:45
2. "In Circles" – 4:58
3. "Song About an Angel" – 6:14
4. "Round" – 4:09
5. "47" – 4:34
6. "The Blankets Were the Stairs" – 5:27
7. "Pheurton Skeurto" – 2:33
8. "Shadows" – 4:46
9. "48" – 4:46
10. "Grendel" – 4:53
11. "Sometimes" – 5:42
12. "8" – 5:15 (bonuslåt på återutgåvan)
13. "9" – 6:03 (bonuslåt på återutgåvan)